# Сомбреф
Сомбреф (на френски: Sombreffe) е селище в Южна Белгия, окръг Намюр на провинция Намюр. Населението му е около 7600 души (2006).